# María do Mar Castro Varela

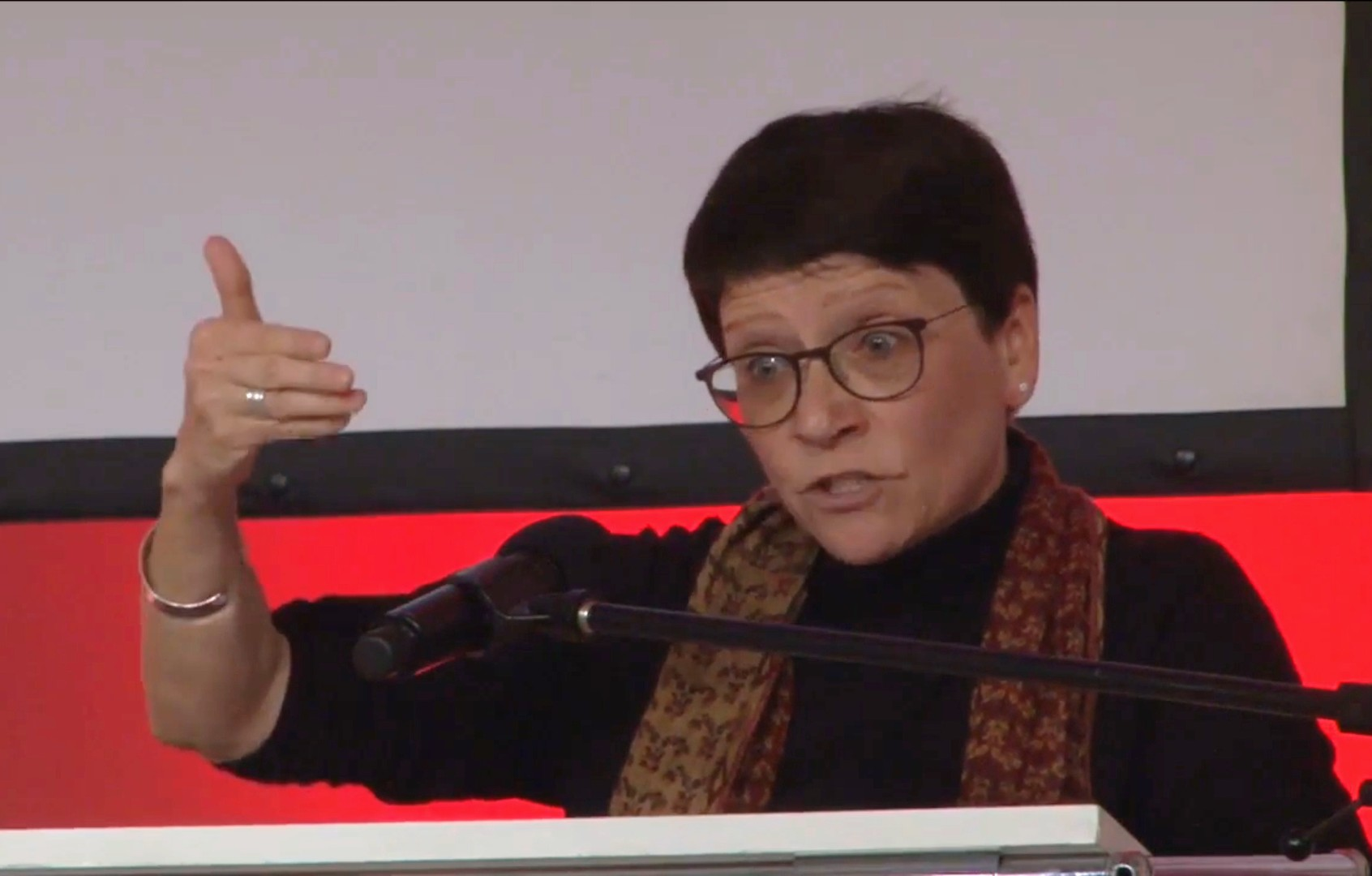
María do Mar Castro Varela, 2017

María do Mar Castro Varela (* 1964 in La Coruña) ist eine spanische Politikwissenschaftlerin und Professorin für Allgemeine Pädagogik und Soziale Arbeit mit Schwerpunkt Gender und Queer Studies an der Alice-Salomon-Hochschule in Berlin. In der Lehre liegen außerdem thematische Schwerpunkte auf Racism and Migration, Kritische Theorie und Projektentwicklung. Ihre Forschungsinteressen konzentrieren sich auf Postcolonial Studies, Gender und Queer Studies, Critical Migration Studies, Holocaust Studies und Critical Media Praxis.

## Biografie
Castro Varela studierte Pädagogik und Psychologie an der Universität zu Köln und promovierte 2005 an der Justus-Liebig-Universität in Gießen in Politologie über „Utopiediskurse migrierter Frauen“. Im Wintersemester 2006/2007 hatte sie die Maria-Goeppert-Mayer-Gastprofessur an der Universität Oldenburg inne. Seit dem Wintersemester 2007/2008 ist sie Professorin an der Alice-Salomon-Hochschule in Berlin. Im Wintersemester 2015/16 und im Sommersemester 2016 forschte sie als Visiting Fellow am Institut für die Wissenschaften vom Menschen (IWM) in Wien zum Thema Demokratie, Bildung und epistemischer Wandel. Sie ist Vertrauensdozentin der Heinrich-Böll-Stiftung sowie der Studienstiftung des Deutschen Volkes.

## Werke

### Monografien
- mit Nikita Dhawan: Postkoloniale Theorie. Eine kritische Einführung. transcript, Bielefeld 2005 u. 3., überarbeitete und ergänzte Auflage 2020, ISBN 978-3-8376-1148-9.
- Unzeitgemäße Utopien. Migrantinnen zwischen Selbsterfindung und Gelehrter Hoffnung. Dissertation an der Justus-Liebig-Universität Gießen. transcript, Bielefeld 2007, ISBN 978-3-8394-0496-6, PDF-Datei.[1]
- Ist Integration nötig? Eine Streitschrift. (= Soziale Arbeit kontrovers, Band 5.) Hrsg.: Deutscher Verein für öffentliche und private Fürsorge e.V., Lambertus, Freiburg im Breisgau 2013, ISBN 978-3-7841-2405-6.
- mit Nikita Dhawan: Postkoloniale Theorie. Eine kritische Einführung. 2., komplett aktualisierte und erweiterte Auflage, transcript, Bielefeld 2015, ISBN 978-3-8394-1148-3.
- mit Yener Bayramoğlu: Post/pandemisches Leben. Eine neue Theorie der Fragilität. Geleitworte von Judith Butler und Hayat Erdoğan. transcript Verlag, Bielefeld 2021, ISBN 978-3-8376-5938-2.

### Herausgeberschaften
- mit Nikita Dhawan: Soziale (Un)Gerechtigkeit. Kritische Perspektiven auf Diversity, Intersektionalität und Antidiskriminierung. LIT, Münster/Hamburg/London 2011, ISBN 978-3-8258-1192-1.
- mit Gülay Çağlar und Helen Schwenken: Geschlecht – Macht – Klima. Feministische Perspektiven auf Klima, gesellschaftliche Naturverhältnisse und Gerechtigkeit. Verlag Barbara Budrich, Leverkusen 2012, ISBN 978-3-86649-330-8.
- mit Ute Koop, Sabine Mohamed, Gisela Ott-Gerlach, Lisa Thaler: „...nicht so greifbar und doch real“. Eine quantitative und qualitative Studie zu Gewalt und (Mehrfach-) Diskriminierungserfahrungen von lesbischen, bisexuellen Frauen und Trans* in Deutschland. Hrsg.: LesMigraS – Antigewalt- und Antidiskriminierungsbereich der Lesbenberatung Berlin e.V., Berlin 2012. PDF-Datei.[2]
- mit Paul Mecheril: Die Dämonisierung der Anderen. Rassismuskritik der Gegenwart. transcript, Bielefeld 2016, ISBN 978-3-8376-3638-3.
- mit Rüdiger Lautmann und Ralf Lottmann: Homosexualität_en und Alter(n). Ergebnisse aus Forschung und Praxis. Springer VS-Verlag, Wiesbaden 2016, ISBN 978-3-658-14008-3 (E-Book).
- mit Natascha Khakpour und Jan Niggemann: Hegemonie bilden. Pädagogische Anschlüsse an Antonio Gramsci, Beltz Juventa, Weinheim 2023, ISBN 978-3-7799-5372-2 (Open Access: PDF auf beltz.de).

### Aufsätze
- Das Leiden der Anderen betrachten. Flucht, Solidarität und Postkoloniale Soziale Arbeit. In: Johanna Bröse, Stefan Faas, Barbara Stauber (Hrsg.): Flucht. Herausforderungen für Soziale Arbeit. Springer, Wiesbaden 2018, ISBN 978-3-658-17091-2, S. 3–20.
- mit Saphira Shure: Archiv-Fieber. Kritische Erinnerungsarbeit in den Bildungswissenschaften. In: Vierteljahreszeitschrift für wissenschaftliche Pädagogik, Jahrgang 97 (1), 2021, S. 286–302.